# Инами (Вакаяма)
Инами (яп. 印南町 Инами-тё:) — посёлок в Японии, находящийся в уезде Хидака префектуры Вакаяма. Площадь посёлка составляет 113,63 км², население — 8196 человек (1 августа 2014), плотность населения — 72,13 чел./км².

## Географическое положение
Посёлок расположен на острове Хонсю в префектуре Вакаяма региона Кинки. С ним граничат города Гобо, Танабэ и посёлки Хидакагава, Минабе.

## Население
Население посёлка составляет 8196 человек (1 августа 2014), а плотность — 72,13 чел./км². Изменение численности населения с 1980 по 2005 годы:
| 1980 | 10 767 чел. |  |
| 1985 | 10 619 чел. |  |
| 1990 | 10 315 чел. |  |
| 1995 | 10 077 чел. |  |
| 2000 | 9769 чел.   |  |
| 2005 | 9192 чел.   |  |

## Символика
Деревом посёлка считается криптомерия, цветком — Sarcandra glabra.